# Paul Truel
Paul Truel (* 27. April 1924 in Paris; † 10. Januar 2014 in Millau) war einer der weltweit führenden Experten für Ampelographie in Frankreich.

## Leben
Truel studierte an der Universität Montpellier École nationale supérieure agronomique de Montpellier (ENSAM). Pierre Galet hatte dort die Leitung des Lehrstuhls für Weinbau. Mit Galet teilte Truel die Expertise und Begeisterung für die Identifizierung von Rebsorten aufgrund ihres Phänotyps. So wurde er in den Jahren seiner Tätigkeit als Verantwortlicher für die Rebsortensammlung der Außenstelle des Institut national de la recherche agronomique „Domaine de Vassal“ richtungsweisend auf dem Gebiet der Ampelographie. Als Bestimmungsexperte ist er in der Sammlung und frei zugänglicher Veröffentlichungen von Informationen über die Rebsorten der „INRA Unité expérimentale du Domaine de Vassal“ aufgeführt.
Als renommierter Ampelograf knüpfte Truel weltweit ein Netzwerk für die Bestimmung von Rebsorten, auch über politische Grenzen hinaus. Forschungsreisen führten ihn nach Australien, Portugal und die Ukraine, wo die Identität der dortigen Rebsortimente anhand ihres Phänotyps bewertete. Hierdurch konnte er einige Fehlbenennungen, wie zum Beispiel der Crouchen oder Canari, aufklären und korrigieren. Er war maßgeblich an der Bestimmung von Roussette d’Ayze, Alarije, Bouillet, Abouriou, Ondenc, Muscadelle beteiligt. Forschungspartnern des Instituts stellte er auch Pflanzenmaterial zu Kreuzungs- und Forschungszwecken zur Verfügung. So zum Beispiel Négrette für die University of California, Davis.

## Neuzüchtungen
Paul Truel zeichnete verantwortlich für die Neuzüchtungen Clarin (1953), Lival (1956), Chenanson (1958), Caladoc (1958), Danlas (1958), Ganson (1958), Ribol (1958), Gramon (1960), Monerac (1960), Aranel (1961), Marselan (1961), Chasan, Portan und Segalin (1980). Andere seiner Züchtungen schafften es nicht auf die Sortenliste des CTPS (Comité Technique Permanent de la Sélection).

## Werke
- mit Jean Branas: Variétés de raisins de table: nomenclature, description, sélection, amélioration Montpellier, Progrès Agricole et Viticole, 1965